# MESD
MESD (англ. Mesoderm development LRP chaperone) – білок, який кодується однойменним геном, розташованим у людей на короткому плечі 15-ї хромосоми. Довжина поліпептидного ланцюга білка становить 234 амінокислот, а молекулярна маса — 26 077.
| 10         |  | 20         |  | 30         |  | 40         |  | 50         |
| ---------- |  | ---------- |  | ---------- |  | ---------- |  | ---------- |
| MAASRWARKA |  | VVLLCASDLL |  | LLLLLLPPPG |  | SCAAEGSPGT |  | PDESTPPPRK |
| KKKDIRDYND |  | ADMARLLEQW |  | EKDDDIEEGD |  | LPEHKRPSAP |  | VDFSKIDPSK |
| PESILKMTKK |  | GKTLMMFVTV |  | SGSPTEKETE |  | EITSLWQGSL |  | FNANYDVQRF |
| IVGSDRAIFM |  | LRDGSYAWEI |  | KDFLVGQDRC |  | ADVTLEGQVY |  | PGKGGGSKEK |
| NKTKQDKGKK |  | KKEGDLKSRS |  | SKEENRAGNK |  | REDL       |  |            |

A: Аланін

C: Цистеїн

D: Аспарагінова кислота

E: Глутамінова кислота

F: Фенілаланін

G: Гліцин

H: Гістидин

I: Ізолейцин

K: Лізин

L: Лейцин

M: Метіонін

N: Аспарагін

P: Пролін

Q: Глутамін

R: Аргінін

S: Серин

T: Треонін

V: Валін

W: Триптофан

Кодований геном білок за функцією належить до шаперонів. 
Задіяний у таких біологічних процесах, як сигнальний шлях Wnt, альтернативний сплайсинг. 
Локалізований у ендоплазматичному ретикулумі.